# Methandriol dipropionate
Methandriol dipropionate (MADP), còn được gọi là methylandrostenediol dipropionate và được bán dưới tên thương hiệu Arbolic, Durabolic, Hoặc-Bolic, Probolik, và Protabolin số những người khác, là một tổng hợp, tiêm steroid đồng hóa androgen (AAS) và một dẫn xuất 17α-alkylated của 5-androstenediol. Nó là một ester androgen - cụ thể là este dipropionate C3,17β của methandriol (17α-methyl-5-androstenediol) - và hoạt động như một tiền chất của methandriol trong cơ thể. Methandriol dipropionate được quản lý bằng cách tiêm bắp và, liên quan đến methandriol, có thời gian kéo dài qua tuyến này trong vài ngày do tác dụng của kho chứa bởi ester của nó. Nó đã được bán trên thị trường Hoa Kỳ, nhưng không còn có sẵn ở đất nước này.